# European Maritime Awareness in the Strait of Hormuz
 (octobre 2022).
Améliorez-le ou discutez des points à vérifier. 
 (octobre 2022).
La mise en forme du texte ne suit pas les recommandations de Wikipédia : il faut le « wikifier ».
Les points d'amélioration suivants sont les cas les plus fréquents. Le détail des points à revoir est peut-être précisé sur la page de discussion.
- Les titres sont pré-formatés par le logiciel. Ils ne sont ni en capitales, ni en gras.
- Le texte ne doit pas être écrit en capitales (les noms de famille non plus), ni en gras, ni en italique, ni en « petit »…
- Le gras n'est utilisé que pour surligner le titre de l'article dans l'introduction, une seule fois.
- L'italique est rarement utilisé : mots en langue étrangère, titres d'œuvres, noms de bateaux, etc.
- Les citations ne sont pas en italique mais en corps de texte normal. Elles sont entourées par des guillemets français : « et ».
- Les listes à puces sont à éviter, des paragraphes rédigés étant largement préférés. Les tableaux sont à réserver à la présentation de données structurées (résultats, etc.).
- Les appels de note de bas de page (petits chiffres en exposant, introduits par l'outil «  Source ») sont à placer entre la fin de phrase et le point final[comme ça].
- Les liens internes (vers d'autres articles de Wikipédia) sont à choisir avec parcimonie. Créez des liens vers des articles approfondissant le sujet. Les termes génériques sans rapport avec le sujet sont à éviter, ainsi que les répétitions de liens vers un même terme.
- Les liens externes sont à placer uniquement dans une section « Liens externes », à la fin de l'article. Ces liens sont à choisir avec parcimonie suivant les règles définies. Si un lien sert de source à l'article, son insertion dans le texte est à faire par les notes de bas de page.
- La présentation des références doit suivre les conventions bibliographiques. Il est recommandé d'utiliser les modèles {{Ouvrage}}, {{Chapitre}}, {{Article}}, {{Lien web}} et/ou {{Bibliographie}}. Le mode d'édition visuel peut mettre en forme automatiquement les références.
- Insérer une infobox (cadre d'informations à droite) n'est pas obligatoire pour parachever la mise en page.

Pour une aide détaillée, merci de consulter Aide:Wikification.
Si vous pensez que ces points ont été résolus, vous pouvez retirer ce bandeau et améliorer la mise en forme d'un autre article.
La mission European Maritime Awareness in the Strait of Hormuz, connue également sous l’acronyme EMASoH, est une mission de surveillance maritime, soutenue politiquement à ses débuts par huit pays européens. Résultat d’une initiative française, cette « coalition de volontaires » qui agit indépendamment de et n’a aucun lien avec l’Union Européenne, soutient une approche de désescalade pour ce qui a trait aux sujets de sécurité de la région. Dans le même élan, dans le cadre d’EMASoH, une opération militaire appelée AGENOR a débuté en 2020. Depuis septembre 2021, la Norvège a rejoint EMASoH en devenant le 9ème pays européen de cette coalition ad hoc. L’état-major opérationnel d’AGENOR est situé aux Emirats arabes unis depuis le lancement en 2020. En complément avec les initiatives et efforts de sécurité maritime déjà existant dans la région, dont IMSC, EMASoH vise à assurer un environnement de navigation sûr et de faire baisser les tensions qui existent dans la région.

## Situation géographique
Le détroit d’Ormuz est un point de passage stratégique, un goulet reliant la région du Golfe à la mer d’Arabie et l’océan Indien. Au nord, se situe l’Iran et au sud les Emirats Arabes Unis et Musandam, une enclave faisant partie du Sultanat d’Oman dessinant la côte méridionale du détroit, qui est la pointe extrême nord de la péninsule arabique. Plusieurs îles iraniennes se trouvent dans le détroit et à proximité : Ormuz, qui a donné son nom au détroit, Kish, Qeshm, Larak, Siri et Hengam mais aussi Abu Musa, et les Grande et Petite Tomb, ces trois dernières disputées entre l’Iran et les EAU. Ces îles ont une grande importance stratégique de par leur emplacement.
Le détroit est large de 21 milles nautiques (environ 39 kilomètres) à son endroit le plus étroit, là où le trafic maritime est divisé en deux routes, chacune de 2 nautiques de large (3,7 kilomètres). La route menant au golfe, d’est en ouest, traverse les eaux territoriales iraniennes ; la route sortant du golfe traverse les eaux territoriales omanaises. Il y a une zone tampon de 2 nautiques entre les deux routes pour éviter les collisions. Le détroit est assez profond pour faire passer les plus grands pétroliers.  

### Contexte économique
Le détroit d’Ormuz est un important point de passage pour le pétrole. Il est communément admis qu’environ un tiers (33 %) du pétrole brut mondial transporté par mer (un cinquième du trafic mondial de pétrole) transite par le détroit d’Ormuz, faisant de ce dernier la plus importante route de transit du pétrole d’après les chiffres de l’US EIA. C’est environ 18 à 20 millions de barils de pétrole par jour sur les 5 dernières années. Le pétrole provient majoritairement d’Iran, d’Iraq, du Koweït et d’Arabie saoudite. Le détroit devient aussi un important point de passage pour le gaz naturel liquéfié (LNG) et pour le transport maritime de containers. Toute fermeture du détroit d’Ormuz aurait des conséquences catastrophiques sur les approvisionnements mondiaux de pétrole et de gaz.

### Rappel historique
Insécurité et instabilité ont été perçues de manière croissante à travers toute la région du Golfe et en particulier dans le détroit d’Ormuz à partir de 2019 ; les tensions régionales grandissantes ont eu pour conséquences de multiples incidents, maritimes et autres. En juin 2019, deux pétroliers furent attaqués à proximité du détroit, l’un des bateaux ayant pris feu. Les 44 membres d’équipage du Kokuka Courageaous et du Front Altair furent secourus par un navire iranien. Plus tôt cette même année, quatre autres navires de commerce furent aussi attaqués au large des côtes des Emirats arabes unis. En juillet 2019, le Stena Impero, un pétrolier britannique, fut saisi dans le détroit et un autre navire fut détenu pour être relâché plus tard. En 2020 et 2021, plusieurs autres pétroliers furent capturés ou attaqués dans le détroit d’Ormuz.
Partageant le constat que la situation dans le Golfe et le détroit d’Ormuz restait trop instable dans une région si cruciale pour la stabilité globale, et soutenant l’approche de désescalade quand il s’agit de problématiques sécuritaires dans cette région, les gouvernements de l’Allemagne, la Belgique, du Danemark, de la France, de la Grèce, de l’Italie, des Pays-Bas et du Portugal ont soutenu politiquement la création d’une mission de surveillance maritime dans le détroit d’Ormuz menée par les Européens (EMASoH). Depuis septembre 2021, la Norvège a rejoint EMASoH devenant le neuvième état européen soutenant l’initiative.

## La mission
EMASoH est une initiative politique et diplomatique bâtie pour fournir concrètement des capacités renforcées de surveillance de la région du Golfe, du détroit d’Ormuz et du golfe d’Oman, afin d’établir une connaissance autonome de la situation maritime et de rassurer les opérateurs du commerce maritime, dans le but de promouvoir la liberté de navigation. EMASoH repose sur deux piliers : l’un est diplomatique, le second est militaire. Le pilier militaire est appelé opération AGENOR. L’opération souligne l’unité européenne avec une posture neutre, centrée sur la désescalade et la contribution à un franchissement sûr de la zone. EMASoH entend apaiser les tensions et contribuer à un environnement permettant une navigation en sécurité. Elle entend restaurer la confiance et la sécurité dans le but de rassurer les opérateurs du commerce maritime civil.
Avec des capacités navales et aériennes, elle surveille la zone et établit sa propre appréciation de la situation maritime permettant ainsi d’informer et de rassurer le commerce maritime dans la zone d’opération. Actuellement, sept pays européens fournissent un soutien militaire à l’opération AGENOR, avec du personnel ou des unités. Le Portugal et l’Allemagne fournissent quant à eux un soutien politique au pilier diplomatique d’EMASoH.
En plein accord avec la convention des Nations unies sur le droit de la mer (UNCLOS), la mission contribue aux franchissements sûrs dans le détroit d’Ormuz, sur base du principe de liberté de navigation. EMASoH a été établie pour être un instrument utile à la sauvegarde de la liberté de navigation en assurant une coordination idoine et des mécanismes de partage d’informations avec tous les partenaires travaillant dans la zone, y compris l’industrie maritime. EMASoH entend favoriser la désescalade et promouvoir les efforts diplomatiques essentiels afin d’augmenter la stabilité et le dialogue régional inclusif dans un contexte délicat. 

### Pilier diplomatique d’EMASoH
Le pilier diplomatique d’EMASoH est dirigé par un Haut Représentant Civil (ou en anglais Senior Civilian Representative, SCR), poste actuellement occupé par l’Ambassadeur danois Jakob Brix Tange. C’est le Groupe de Contact Politique (GCP, en anglais PCG) qui désigne le Haut Représentant Civil qui travaille en étroite coordination avec les capitales des pays d’EMASoH. Le pilier diplomatique travaille à identifier les différents moyens permettant d’éviter l’escalade des tensions et à promouvoir la confiance mutuelle dans le domaine maritime ; il est fondé sur le dialogue régional en matière de sécurité maritime. 
| Période                        | Ambassadeur                      | État     |
| ------------------------------ | -------------------------------- | -------- |
| 17 février 2020 - 16 août 2020 | Jeanette Seppen                  | Pays-bas |
| 17 août 2020 - 31 août 2021    | Julie Elisabeth Pruzan-Jorgensen | Danemark |
| 1 septembre 2021 - en exercice | Jakob Brix Tange                 | Danemark |

### Opération AGENOR – le pilier militaire d’EMASoH
Le commandement de l’opération AGENOR, le bras militaire d’EMASoH, est assuré par l’état-major opérationnel (OHQ) situé aux Emirats arabes unis tout comme l’est l’état-major tactique (FHQ). 
Le commandant de l’opération est ALINDIEN COMFOR EAU, l’officier général français commandant la zone maritime de l’océan Indien et les Forces françaises aux EAU. 
Le commandant de force et son état-major sont situés dans les locaux d’ALINDIEN mais peuvent aussi être déployés sur un bâtiment en mer, c’est un commandement tournant entre les pays contributeurs d’EMASoH.
AGENOR déploie des moyens navals et aériens fournis par les pays participant à EMASoH :
AGENOR emploie normalement des unités de surface (habituellement deux frégates) et des aéronefs comme des avions de patrouille maritime. Ces unités sont déployées soit en soutien direct soit en soutien associé. Dans le dernier cas, ces unités effectuent leur tâche principale dans la zone et si elles le peuvent, elles contribuent aussi à celles d’AGENOR. Ces unités militaires fournissent une Connaissance de la Situation Maritime (Maritime Situational Awareness) au profit des navires de commerce qui naviguent dans la zone d’opération, elles émettent des appels de rassurance et dans certains cas peuvent accompagner des navires marchands lors de leur transit dans le détroit d’Ormuz.
Les opérateurs du commerce maritime et les navires peuvent rapporter leurs positions dans la zone d’opération en adhérant au schéma volontaire de rapportage (VRS) quand ils traversent la Voluntary Reporting Area (VRA, zone de report volontaire) d’EMASoH.
| Période                            | Commandant                  | État   |
| ---------------------------------- | --------------------------- | ------ |
| 20 janvier 2020 - 1 septembre 2020 | Vice-amiral Didier Malterre | France |
| 1 septembre 2020 - 26 août 2022    | Vice-amiral Jacques Fayard  | France |
| 26 août 2022 - en exercice         | Vice-amiral Emmanuel Slaars | France |

| Période                            | Commandant                               | État     |
| ---------------------------------- | ---------------------------------------- | -------- |
| 20 janvier 2020 - 20 mai 2020      | Contre-amiral Eric Janicot               | France   |
| 20 mars 2020 - 1 septembre 2020    | Capitaine de vaisseau Ludivic Poitou     | France   |
| 1 septembre 2020 - 13 janvier 2021 | Capitaine de vaisseau Christophe Cluzel  | France   |
| 13 janvier 2021 - 17 avril 2021    | Commandeur Carsten Fjord-Larsen          | Danemark |
| 17 avril 2021 - 15 juillet 2021    | Commandeur Anders Friis                  | Danemark |
| 15 juillet 2021 - 9 janvier 2022   | Capitaine de vaisseau Bruno de Vericourt | France   |
| 9 janvier 2022 - 1 mars 2022       | Capitaine de vaisseau Nicolas du Chene   | France   |
| 1 mars 2022 - 6 juillet 2022       | Contre-amiral Tanguy Botman              | Belgique |
| 6 juillet 2022 - 27 janvier 2023   | Contre-amiral Stefano Costantino         | Italie   |
| 27 janvier 2023 - 9 juin 2023      | Contre-amiral Renaud Flamant             | Belgique |
| 9 juin 2023 - 7 décembre 2023      | Contre-amiral Mauro Panebianco           | Italie   |
| 7 décembre 2023 - 8 mars 2024      | Contre-amiral Hans Huygens               | Belgique |
| 8 mars 2024 - en exercice          | Contre-amiral Gilles Colmant             | Belgique |